# Heteropoda ninahagen
Heteropoda ninahagen là một loài nhện trong họ Sparassidae.
Loài này thuộc chi Heteropoda. Heteropoda ninahagen được Peter Jäger miêu tả năm 2008.